# یژکوویتسه ماوه
یژکوویتسه ماوه (به لاتین: Jerzykowice Małe) یک روستا در لهستان است که در گمینا لوین کووزکی واقع شده‌است.